# شانکار سی.بی.آی
شانکار سی.بی.آی (به انگلیسی: C.B.I. Shankar) فیلمی هندی محصول سال ۱۹۸۹ و به کارگردانی پی.نانجانداپا است. در این فیلم بازیگرانی همچون شانکار ناگ، تارا و سومان رانگاناتان ایفای نقش کرده‌اند. 